# Curva plana quártica
Uma curva plana quártica é uma curva algébrica plana de quarto grau . Pode ser definida por uma equação quártica bivariada: 
{\displaystyle Ax^{4}+By^{4}+Cx^{3}y+Dx^{2}y^{2}+Exy^{3}+Fx^{3}+Gy^{3}+Hx^{2}y+Ixy^{2}+Jx^{2}+Ky^{2}+Lxy+Mx+Ny+P=0,}
com A, B, C, D, E diferentes de zero. Esta equação tem 15 constantes. No entanto, pode ser multiplicada por qualquer constante diferente de zero sem alterar a curva; assim, pela escolha de uma constante apropriada de multiplicação, qualquer um dos coeficientes pode ser definido como 1, deixando apenas 14 constantes. Portanto, o espaço das curvas quadráticas pode ser identificado com o espaço projetivo real {\displaystyle \mathbb {RP} ^{14}} . Também se segue, a partir da regra de Cramer, sobre curvas algébricas, que existe exatamente uma curva quártica que passa por um conjunto de 14 pontos distintos na posição geral, uma vez que um quártico tem 14 graus de liberdade . 
Uma curva quártica pode ter no máximo: 
- Quatro componentes conectados
- Vinte e oito bi-tangentes
- Três pontos duplos comuns.

Também pode-se considerar curvas quárticas sobre outros campos (ou mesmo anéis ), como por exemplo, números complexos. Dessa maneira, obtém-se as superfícies de Riemann, que são curvas unidimensionais sobre a dimensão Complexa, mas são superficies bidimensionais nos Reais. Um exemplo é o Klein quartic. Além disso, pode-se observar curvas no plano projetado, dadas por polinômios homogêneos. 

## Exemplos
Várias combinações de coeficientes na equação da curva quártica dão origem a várias famílias importantes de curvas, conforme listado abaixo. 
| - Bicorne - Curva ponta de bala - Oval cartesiana - Oval de Cassini - Curva de Deltoit - Hipopótamo - Kampyle de Eudóxio - Klein quartic | - Lemniscato - Lemniscato de Bernoulli - Lemniscato de Gerono - Limaçon - Lüroth quártico - Seção espirica - Squircle - Quártica especial de Lamé - Seção tórica - Trott curva |

### Curva e-comercial (&)
A curva e-comercial (&) é uma curva quártica dada pela equação: 
{\displaystyle \ (y^{2}-x^{2})(x-1)(2x-3)=4(x^{2}+y^{2}-2x)^{2}.}
Possui gênero zero, com três pontos duplos ordinários, todos no plano real. 

### Curva de feijão
A curva do feijão é uma curva do plano quártico dada pela equação: 
{\displaystyle x^{4}+x^{2}y^{2}+y^{4}=x(x^{2}+y^{2}).\,}
A curva do feijão tem gênero zero. Também tem uma singularidade na origem, um ponto triplo ordinário. 

### Curva bicúspide
O bicúspide é uma curva quártica dada pela equação: 
{\displaystyle (x^{2}-a^{2})(x-a)^{2}+(y^{2}-a^{2})^{2}=0\,}
onde a determina o tamanho da curva. A bicúspide possui apenas os dois nós como singularidades e, portanto, é uma curva do gênero um.  

### Curva com laço
A curva com laço é uma curva quártica dada pela seguinte equação: 
{\displaystyle x^{4}=x^{2}y-y^{3}.\,}
A curva com laço tem um único ponto triplo em x = 0, y = 0 e, conseqüentemente, é uma curva racional, com gênero zero.  

### Curva cruciforme
A curva cruciforme, ou curva cruzada, é uma curva do plano quártico dada pela equação 
{\displaystyle x^{2}y^{2}-b^{2}x^{2}-a^{2}y^{2}=0\,}
em que a e b são dois parâmetros que determinam a forma da curva. A curva cruciforme é dada por uma transformação quadrática padrão, x ↦ 1 / x, y ↦ 1 / y à elipse a 2 x 2 + b 2 y 2 = 1 e, portanto, é uma curva algébrica de plano racional do gênero zero. A curva cruciforme possui três pontos duplos no plano real, em x = 0 e y = 0, x = 0 e z = 0 e y = 0 e z = 0.    
Como a curva é racional, ela pode ser parametrizada por funções racionais. Por exemplo, se a = 1 e b = 2, então 
{\displaystyle x=-{\frac {t^{2}-2t+5}{t^{2}-2t-3}},\quad y={\frac {t^{2}-2t+5}{2t-2}}}
parametriza os pontos na curva, exceto nos casos excepcionais em que um denominador é zero. 

### Seção Espiral
As seções espirais podem ser definidas como curvas quárticas bicirculares que são simétricas em relação aos eixos x e y. As seções espirais estão incluídas na família das seções tóricas e incluem a família dos hipopótamos e a família das ovais da Cassini . O nome é de σπειρα, significando toro no grego antigo. 
A equação cartesiana pode ser escrita como 
{\displaystyle (x^{2}+y^{2})^{2}=dx^{2}+ey^{2}+f,}
e a equação em coordenadas polares como 
{\displaystyle r^{4}=dr^{2}\cos ^{2}\theta +er^{2}\sin ^{2}\theta +f.\,}

### Trevo de três folhas
O trevo de três folhas é a curva do plano quártico 
{\displaystyle x^{4}+2x^{2}y^{2}+y^{4}-x^{3}+3xy^{2}=0.\,}
Resolvendo para y, a curva pode ser descrita pela seguinte função: 
{\displaystyle y=\pm {\sqrt {\frac {-2x^{2}-3x\pm {\sqrt {16x^{3}+9x^{2}}}}{2}}},}
onde as duas aparências de ± são independentes uma da outra, fornecendo até quatro valores distintos de y para cada x . 
A equação paramétrica do trevo de três folhas é 
{\displaystyle x=\cos(3t)\cos t,\quad y=\cos(3t)\sin t.\,} 
Nas coordenadas polares ( x = r   porque   φ, y = r   pecado   φ) a equação é 
{\displaystyle r=\cos(3\varphi ).\,}
É um caso especial de curva de rosa com k =   3) Essa curva tem um ponto triplo na origem (0, 0) e possui três tangentes duplas.